# Esaú de Buondelmonti
Esaú de Buondelmonti (em italiano:  Esau de' Buondelmonti) foi um senhor de Joanina e redondezas (na região central do Epiro) de 1385 até sua morte em 1411, governando com o título bizantino de déspota.

## Vida
Esaú era filho do nobre florentino Manente Buondelmonti com sua esposa Lapa Acciaiuoli, irmâ de Niccolò Acciaiuoli de Corinto. Esaú havia ido para a Grécia para tentar a sorte como seus parentes da família Acciaiuoli, mas, em 1379, foi capturado em combate contra Tomás II Preljubović do Epiro. Depois de passar muitos anos preso, acabou sucedendo ao seu captor casando-se com sua viúva, Maria Angelina Ducena Paleóloga em fevereiro de 1385.
Ele imediatamente revogou as políticas impopulares do tirânico Tomás, reconvocando nobres exilados e reinstalado Mateus, o arcebispo de Joanina que ele havia expulsado. O novo governante tentou políticas mais pacíficas e buscou uma acomodação tanto com os clãs albaneses quanto com o Império Bizantino. Em 1386, uma embaixada bizantina chegou em Joanina e investiu Esaú com o título de déspota. Embora seu território fosse completamente independente de Constantinopla, este reconhecimento ajudou-o a consolidar sua posição e conferiu-lhe alguma legitimidade.
Porém, o acordo com os albaneses foi bem mais difícil. Em 1386, João Bua Espata, déspota de Arta marchou para atacar Joanina, mas Esaú conseguiu preparar as defesas em tempo, obrigando o líder albanês a recuar. Neste ponto, Esaú foi obrigado a seguir a política de Tomás de tentar conseguir apoio dos turcos otomanos e ele visitou a corte do sultão Murade I para prestar-lhe homenagem em 1386. Esta aliança deu-lhe algum respiro no conflito no Epiro, mas a paz terminou depois da Batalha de Kosovo e a morte de Murade em 1389. Novamente Joanina ameaçou atacar e novamente Esaú conseguiu evitar o desastre com a ajuda dos otomanos.
Retornando à sua capital depois de 14 meses (1399–1400) na corte de Bajazeto I, Esaú recebeu o apoio do comandante otomano Evrenos e rapidamente derrotou os albaneses. A vitória deu-lhe quatro anos de paz interrompida apenas no final por um conflito com a República de Veneza sobre um determinado porto em disputa. À morte de Maria em dezembro de 1394 se seguiu um novo conflito com João Bua Espata, que foi resolvido diplomaticamente. Em janeiro de 1396, Esaú se casou com a filha dele, Irene, como parte deste acordo, mas a paz ainda assim se mostrou fugidia. Sem precisar mais do apoio turco, Esaú acabou se desentendendo com os antigos aliados e os derrotou, o que o deixou confiante em seu próprio poder.
Em 1399, Esaú, apoiado desta vez por alguns clãs albaneses, marchou contra seu cunhado, Gjon Zenebishi de Gjirokastër, foi derrotado, capturado e perdeu a maior parte de suas terras para Zenebishi. Os magnatas vizinhos, determinados em restaurar o déspota prisioneiro conseguiram que Veneza interviesse em seu favor. Ele foi libertado e retornou para Joanina em 1400, reinando em relativa paz até sua morte em 6 de fevereiro de 1411.

## Família
Esaú não parece ter tido filhos com sua primeira esposa, Maria Angelina Ducena Paleóloga ou com a segunda, Irena Bua Espata. De sua terceira, Eudóxia Balšić, teve três, incluindo:
- Jorge de Buondelmonti, que o sucedeu por um curto período como governante de Joanina antes de ser deposto pela nobreza local, que entregou a cidade para Carlo I Tocco.